# شهرناز
شهرناز یا شهرنواز یا شه‌نواز یکی از دو دختر جمشید است که در ابتدا به همسری ضحاک درآمد و پس از پیروزی فریدون بر ضحاک، همسر فریدون شد.

## شهرناز در شاهنامه
طبق متون شاهنامه به نظر می‌رسد ارنواز خواهر بزرگتر است چون در مصاحبت و گفتگوها این ارنواز است که مشارکت دارد و شهرناز اگر هم در جمع حضور دارد ساکت و خاموش فقط می‌شنود. بار اول مباحثه ارنواز با ضحاک آن زمانی است که ضحاک از خوابی که دیده بود هراسان بیدار گشت و نعره برآورد و از بانگ هولناک آن هر دو خورشیدرو نزد او آمده و ارنواز به طعنه به پادشاه هفت کشور می‌گوید چه شده که شاه جهان چنین هراسان گشته است.
بار دیگر زمانی که فریدون بر پایتخت ضحاک بابل سیطره یافت داخل کاخ صد ستون شد  همهٔ نگهبانان و نرّه دیوان ضحاک را با گرز نقش زمین کرد چهار نعل به درون کاخ تاخت کلاه کیانی را گرفته بر سر نهاد آنگاه دختران جم به استقبال او آمدند از اصل و نسب فریدون پرسیدند نشان او را یافتند و فهمیدند که خواب‌های پریشان ضحاک بی‌سبب نبود. فریدون مخفیگاه ضحاک را پرسید و باز این ارنواز است که پاسخ آورد و شهرناز خاموش است.
| چو بشنید ازو این سخن ارنواز |  | گشاده شدش بر دل پاک راز    |
| بدو گفت شاه آفریدون تویی    |  | که ویران کنی تنبل و جادویی |
| .                           |  | .                          |
| ز پوشیده رویان یکی شهرناز   |  | دگر پاک دامن به نام ارنواز |
| به ایوان ضحاک بردندشان      |  | بر آن اژدها فش سپردندشان   |
| بپروردشان از ره جادویی      |  | بیاموختشان کژی و بد خویی   |
| ندانست جز کژی آموختن        |  | جز از کشتن و غارت و سوختن  |

## شهرناز در اوستا
در اوستا نام ارنواز به دیسه‌ی «سَنْگْهَوَک» (اوستایی:𐬯𐬀𐬢𐬵𐬀𐬎𐬎𐬀𐬐 /saŋhavak/) در بندهای 13 و 14 گوش‌یشت (درواسپ یشت) دیده می‌شود. آمده ست که فریدون برای ایزد گوش قربانی نموده و از او درخواست که به ضحاک غلبه کند و دو زنش را به نام‌های «سَنْگْهَوَک» (اوستایی:𐬯𐬀𐬢𐬵𐬀𐬎𐬎𐬀𐬐 /saŋhavak/) و «اَرِنَوَک» (اوستایی:𐬀𐬭𐬆𐬥𐬀𐬎𐬎𐬀𐬐 /arənavak/) را که برای زادآوری دارای بهترین بدن و از برای خانه‌داری برازنده هستند؛ از وی برباید. در بندهای 23 از رام‌یشت و در بندهای 33 تا 35 از ارد یشت باز فریدون از برای فرشتگان ویو (هوا) و ارد (دارایی) فدیه می‌آورد تا بر ضحاک چیرگی یافته و دو زنش را برباید. برای نمونه در بند 14 گوش‌یشت آمده ست:
«𐬛𐬀𐬰𐬛𐬌. 𐬨𐬈. 𐬬𐬀𐬢𐬎𐬵𐬌. 𐬯𐬆𐬎𐬎𐬌𐬱𐬙𐬈. 𐬛𐬭𐬎𐬎𐬁𐬯𐬞𐬈. 𐬙𐬀𐬝. 𐬁𐬌𐬌𐬀𐬞𐬙𐬆𐬨𐬿 𐬫𐬀𐬝. 𐬠𐬀𐬎𐬎𐬁𐬥𐬌. 𐬀𐬌𐬡𐬌-𐬬𐬀𐬥𐬌𐬌𐬃. 𐬀𐬲𐬍𐬨. 𐬛𐬀𐬵𐬁𐬐𐬆𐬨. 𐬚𐬭𐬌𐬰𐬀𐬟𐬀𐬥𐬆𐬨. 𐬚𐬭𐬌𐬐𐬀𐬨𐬆𐬭𐬆𐬜𐬆𐬨. 𐬑𐬴𐬎𐬎𐬀𐬱𐬀𐬴𐬍𐬨. 𐬵𐬀𐬰𐬀𐬢𐬭𐬀-𐬫𐬀𐬊𐬑𐬱𐬙𐬍𐬨. 𐬀𐬱𐬀𐬊𐬘𐬀𐬢𐬵𐬆𐬨. 𐬛𐬀𐬉𐬎𐬎𐬍𐬨. 𐬛𐬭𐬎𐬘𐬆𐬨. 𐬀𐬖𐬆𐬨. 𐬟𐬭𐬀𐬗𐬀. 𐬐𐬆𐬭𐬆𐬧𐬙𐬀𐬝. 𐬀𐬢𐬭𐬋. 𐬨𐬀𐬌𐬥𐬌𐬌𐬎𐬱. 𐬀𐬎𐬎𐬀. 𐬫𐬅𐬨. 𐬀𐬯𐬙𐬎𐬎𐬀𐬌𐬙𐬍𐬨. 𐬔𐬀𐬉𐬚𐬅𐬨. 𐬨𐬀𐬵𐬭𐬐𐬁𐬌. 𐬀𐬴𐬀𐬵𐬈. 𐬔𐬀𐬉𐬚𐬀𐬥𐬀𐬅𐬨𐬺 𐬎𐬙𐬀. 𐬵𐬈. 𐬬𐬀𐬧𐬙𐬀. 𐬀𐬰𐬁𐬥𐬌. 𐬯𐬀𐬢𐬵𐬀𐬎𐬎𐬁𐬗𐬌. 𐬀𐬭𐬆𐬥𐬀𐬎𐬎𐬁𐬗𐬌. 𐬫𐬋𐬌. 𐬵𐬆𐬥. 𐬐𐬆𐬵𐬭𐬞𐬀. 𐬯𐬭𐬀𐬉𐬱𐬙𐬀. 𐬰𐬀𐬰𐬁𐬙𐬇𐬈. 𐬔𐬀𐬉𐬚𐬌𐬌𐬁𐬌𐬙𐬀. 𐬫𐬋𐬌. 𐬀𐬠𐬛𐬋𐬙𐬆𐬨𐬈𐬺»
kazki. me. vaŋuhi. səvište. drvāspe. taț. āyaptəm.
«این کامیابی را بمن ده ای نیک ای تواناترین درواسپ که من به اژی دهاک (ضحاک) سه‌پوزه سه‌کله، شش چشم هزار چستی و چالاکی دارنده پیروزی یابم. باین دیو دروغ بسیار قوی که آسیب مردمان است باین خبیث و قوی‌ترین دروغی که اهریمن بر ضد جهان مادی بیافرید تا جهان راستی را از آن تباه سازد و که من هر دو زنش را بربایم هر دو را سنگهوک و ارنوک که ازبرای زادآوری دارای بهترین بدن می‌باشند هر دو را که از برای خانه‌داری برازنده هستند.»